# Ruisseau de la Saudrune
Pour les articles homonymes, voir Saudrune.
Le ruisseau de la Saudrune (ne pas confondre avec la Saudrune, affluent du Touch) est une rivière du sud de la France, située dans le département de la Haute-Garonne dans la région Occitanie. C'est un affluent de rive gauche de la Garonne.

## Géographie
D'une longueur de 18,5 km, le ruisseau de la Saudrune prend sa source au niveau de la commune de Muret et se jette dans la Garonne, à Toulouse au niveau de l'Île du Ramier.

## Département communes traversées
Dans le seul département de Haute-Garonne, le ruisseau de la Saudrune traverse sept communes : Muret, Seysses, Frouzins, Villeneuve-Tolosane, Roques, Portet-sur-Garonne et Toulouse.

## Affluents
Le ruisseau de la Saudrune a 4 affluents référencés dont le principal est :
- Le Roussimort, ruisseau de Richebé ou ruisseau de Binos : 15,8 km